# Fabián Ángel
Fabián Steven Ángel Bernal (Sogamoso, Boyacá; 10 de enero de 2001) es un futbolista colombiano. Juega como centrocampista y su equipo actual es Junior de Barranquilla de la Categoría Primera A de Colombia.

## Trayectoria

### Junior de Barranquilla
El 20 de septiembre de 2020 debutó en la victoria de Júnior 2-1 sobre Rionegro Águilas por Liga.

### Deportivo Cali
El 9 de enero del 2024 es oficializado como nuevo refuerzo del Deportivo Cali llegando cedido con opción de compra desde el Atlético Junior

## Selección nacional

### Torneos juveniles
| Competición                            | Sede     | Resultado        |
| -------------------------------------- | -------- | ---------------- |
| Juegos Bolivarianos de 2017            | Colombia | Campeón          |
| Campeonato Sudamericano Sub-17 de 2017 | Chile    | Clasificado      |
| Copa Mundial Sub-17 de 2017            | India    | Octavos de final |
| Copa SBS Sub-18 de 2019                | Japón    | Campeón          |
| Juegos Panamericanos 2023              | Chile    | Sexto puesto     |

### Selección absoluta
El 1 de febrero de 2021 fue convocado por primera vez a la selección de Colombia, en una convocatoria que destacó por tener solo jugadores de la liga colombiana.

## Clubes
| Club                       | País      | Año           |
| -------------------------- | --------- | ------------- |
| Barranquilla F. C.         | Colombia  | 2018-2019     |
| Junior                     | Colombia  | 2019          |
| Barranquilla F. C.         | Colombia  | 2020          |
| Junior                     | Colombia  | 2020-2022     |
| Newell's Old Boys (cedido) | Argentina | 2022-2023     |
| Junior                     | Colombia  | 2023          |
| Deportivo Cali (cedido)    | Colombia  | 2024          |
| Junior                     | Colombia  | 2025-presente |

## Estadísticas

### Clubes
| Club                          | Div.          | Temporada     | Liga  | Liga  | Liga  | Copas nacionales | Copas nacionales | Copas nacionales | Copas internacionales | Copas internacionales | Copas internacionales | Total | Total | Total |
| Club                          | Div.          | Temporada     | Part. | Goles | Asis. | Part.            | Goles            | Asis.            | Part.                 | Goles                 | Asis.                 | Part. | Goles | Asis. |
| ----------------------------- | ------------- | ------------- | ----- | ----- | ----- | ---------------- | ---------------- | ---------------- | --------------------- | --------------------- | --------------------- | ----- | ----- | ----- |
| Barranquilla F. C. · Colombia | 2.ª           | 2018          | 26    | 0     | 0     | 5                | 0                | 0                | -                     | -                     | -                     | 31    | 0     | 0     |
| Barranquilla F. C. · Colombia | 2.ª           | 2019          | 16    | 0     | 0     | 5                | 0                | 0                | -                     | -                     | -                     | 21    | 0     | 0     |
| Barranquilla F. C. · Colombia | 2.ª           | 2020          | 6     | 0     | 1     | -                | -                | -                | -                     | -                     | -                     | 6     | 0     | 1     |
| Barranquilla F. C. · Colombia | Total club    | Total club    | 48    | 0     | 1     | 10               | 0                | 0                | 0                     | 0                     | 0                     | 58    | 0     | 1     |
| Junior · Colombia             | 1.ª           | 2019          | -     | -     | -     | 1                | 0                | 0                | -                     | -                     | -                     | 1     | 0     | 0     |
| Junior · Colombia             | 1.ª           | 2020          | 7     | 0     | 0     | 2                | 0                | 0                | 2                     | 0                     | 0                     | 11    | 0     | 0     |
| Junior · Colombia             | 1.ª           | 2021          | 32    | 0     | 0     | -                | -                | -                | 4                     | 0                     | 0                     | 36    | 0     | 0     |
| Junior · Colombia             | 1.ª           | 2022          | 11    | 1     | 0     | 1                | 0                | 0                | 3                     | 0                     | 0                     | 15    | 1     | 0     |
| Junior · Colombia             | 1.ª           | 2023          | 8     | 0     | 0     | -                | -                | -                | -                     | -                     | -                     | 8     | 0     | 0     |
| Junior · Colombia             | 1.ª           | 2025          | 23    | 3     | 0     | 2                | 0                | 0                | -                     | -                     | -                     | 25    | 3     | 0     |
| Junior · Colombia             | Total club    | Total club    | 81    | 4     | 0     | 6                | 0                | 0                | 9                     | 0                     | 0                     | 96    | 4     | 0     |
| Newell's Old Boys Argentina   | 1.ª           | 2022          | 1     | 0     | 0     | 1                | 0                | 0                | -                     | -                     | -                     | 2     | 0     | 0     |
| Newell's Old Boys Argentina   | Total club    | Total club    | 1     | 0     | 0     | 1                | 0                | 0                | 0                     | 0                     | 0                     | 2     | 0     | 0     |
| Deportivo Cali · Colombia     | 1.ª           | 2024          | 24    | 0     | 2     | 2                | 0                | 0                | -                     | -                     | -                     | 26    | 0     | 2     |
| Deportivo Cali · Colombia     | Total club    | Total club    | 24    | 0     | 2     | 2                | 0                | 0                | 0                     | 0                     | 0                     | 26    | 0     | 2     |
| Total carrera                 | Total carrera | Total carrera | 154   | 4     | 3     | 19               | 0                | 0                | 9                     | 0                     | 0                     | 182   | 4     | 3     |

### Selección
| Selección         | Año               | Amistosos | Amistosos | Mundial | Mundial | Sudamérica | Sudamérica | Total | Total |
| Selección         | Año               | Part.     | Goles     | Part.   | Goles   | Part.      | Goles      | Part. | Goles |
| ----------------- | ----------------- | --------- | --------- | ------- | ------- | ---------- | ---------- | ----- | ----- |
| Sub-17            |                   |           |           |         |         |            |            |       |       |
| 2017              | —                 | —         | 2         | 0       | 8       | 1          | 10         | 1     |       |
| 2019              | 1                 | 0         | --        | --      | --      | --         | 1          | 0     |       |
| Total             | 1                 | 0         | 2         | 0       | 8       | 1          | 11         | 1     |       |
| Sub-23            |                   |           |           |         |         |            |            |       |       |
| 2023              | 2                 | 0         | --        | --      | 4       | 0          | 6          | 0     |       |
| Total             | 2                 | 0         | --        | --      | 4       | 0          | 6          | 0     |       |
| Total en Colombia | Total en Colombia | 3         | 0         | 2       | 0       | 12         | 1          | 17    | 1     |

## Palmarés

### Títulos nacionales
| Título                | Equipo                 | País     | Año  |
| --------------------- | ---------------------- | -------- | ---- |
| Superliga de Colombia | Junior de Barranquilla | Colombia | 2020 |
| Categoría Primera A   | Junior de Barranquilla | Colombia | 2023 |

### Títulos internacionales
| Título              | Equipo           | Sede        | Año  |
| ------------------- | ---------------- | ----------- | ---- |
| Juegos Bolivarianos | Selección Sub-17 | Santa Marta | 2017 |
| Copa SBS            | Selección Sub-18 | Shizuoka    | 2019 |